# 回緬官學
回缅官学，位于紫禁城西路、内务府公署以南，是清朝内务府设置的培养通晓回语文字、缅语文字人才的官学。

## 历史
清朝乾隆十年（1745年），噶尔丹策零死后，蒙古准噶尔部内乱不停，清廷认为可趁机统一西域。乾隆二十年（1755年），清军分为两路征讨准噶尔，准噶尔政权被瓦解，天山北路被清军平定，同时结束了准噶尔对天山南路的统治。清朝文献将天山南路称为“回部”、“回疆”，为办理天山南路事宜，清廷遂在内务府设立培养通晓“回语文字”（即维吾尔语文）人才的学校。《钦定大清会典事例》称该学校为“回子官学”，《钦定日下旧闻考》、《宸垣识略》则称“回子馆学”。
《钦定总管内务府现行则例·咸安宫官学》卷载，乾隆二十一年奏准：“内务府邻近房六间，作为回学学房。学生钱粮，照咸安宫官学学生例。饭食即交咸安宫饭房兼办，笔墨纸张俱由官给。管理学务，派专管回学大臣。”
乾隆二十四年（1759年）平定大小和卓之乱后，清朝在当地设官建制、驻军设屯、征收赋税，以加强对天山南路的管理。清朝还规定回部王公、伯克要定期年班来朝，并且从天山南路迁居一批上层贵族及“乐工匠艺”人等来北京生活。回子官学的作用由此更加显著。
乾隆三十三年（1768年），清朝增设“缅子教习，附于回子官学，令回子学生，兼习缅子语言文字。”遂合称“回缅官学”
《钦定总管内务府现行则例·咸安宫官学》卷载，“乾隆三十三年，大学士果毅公阿里衮由云南省拣选送京通晓缅子文、译字话之人。先马孟等四名，奏准交回子学内，充当缅子教习，令其翻写缅文事件，赏给钱粮饭食，并赏给官房四间居住。”
乾隆五十五年谕旨，“回子学系总管内务府所属，即著总管内务府管理。”内务府为清朝统管宫廷事务的机构，掌管上三旗包衣政令及宫禁之治理。内务府下设掌管教育的机构，包括景山官学、咸安宫官学、回缅官学等等。

## 建筑
《内务府册》载，“回、缅官学在内务府衙门门南。”
《钦定日下旧闻考》载，“缅子馆，乾隆三十二年立，在西华门内，右翼门外，造办处南门外迤东路北。”
回缅官学分为回子学、缅子学两座建筑，纵向排列于方略馆西侧偏北，其中回子学在南，缅子学在北，均为坐西朝东的建筑。回子学在方略馆西侧，地处武英殿浴德堂以北，浴德堂西侧井亭的东北侧。缅子学在回子学的正北侧。如今，回子学、缅子学建筑均已无存。